# Usclas-du-Bosc
Usclas-du-Bosc település Franciaországban, Hérault megyében. Lakosainak száma 248 fő (2022. január 1.). Usclas-du-Bosc Le Bosc, Saint-Jean-de-la-Blaquière és Saint-Privat községekkel határos.

## Népesség
A település népessége az elmúlt években az alábbi módon változott:
| Lakosok száma | 75   | 69   | 57   | 105  | 168  | 205  | 218  | 226  | 236  | 248  |
|               | 1968 | 1982 | 1990 | 2006 | 2013 | 2015 | 2017 | 2019 | 2020 | 2022 |